# Епархия Пресвятой Девы Марии Избавительницы в Ньюарке
Епархия Пресвятой Девы Марии Избавительницы в Ньюарке (лат. Eparchia Dominae Nostrae Liberationis Novarcensis Syrorum) — епархия Сирийской католической церкви с центром в городе Ньюарк, США.

## История
6 ноября 1995 года Римский папа Иоанн Павел II издал буллу Principis Apostolorum, которой учредил епархию Пресвятой Девы Марии Избавительницы для верующих Сирийской католической церкви, проживающих в США.

## Епископы епархии
- епископ Ephrem Joseph Younan (6.11.1995 — 20.01.2009)
- епископ Yousif Benham Habash (12.04.2010 — по настоящее время)

## Источник
- Annuario Pontificio, Libreria Editrice Vaticana, Città del Vaticano, 2003, ISBN 88-209-7422-3
- Булла Principis Apostolorum  (лат.)